# Varubuss

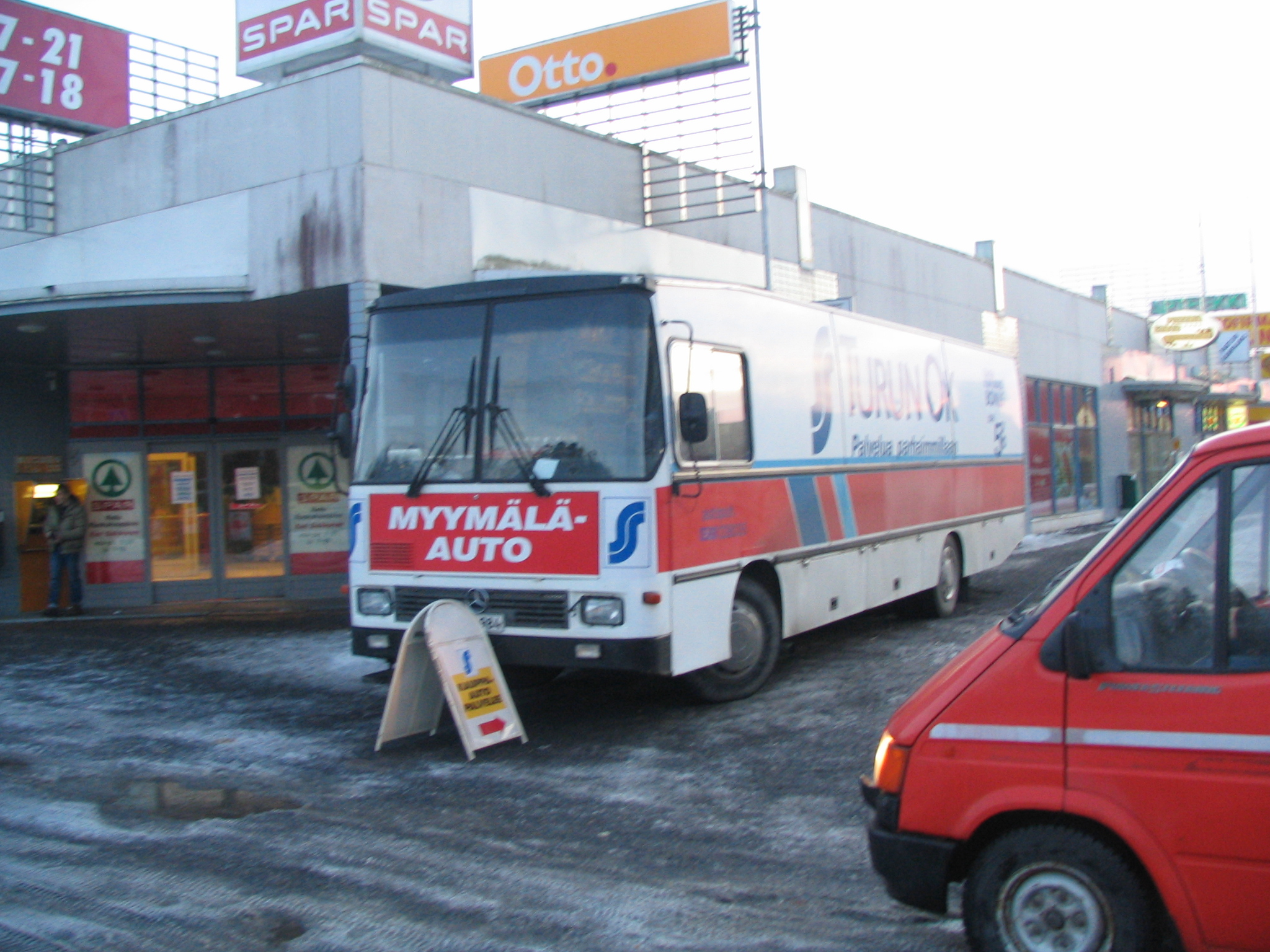
Varubuss i Åbo.

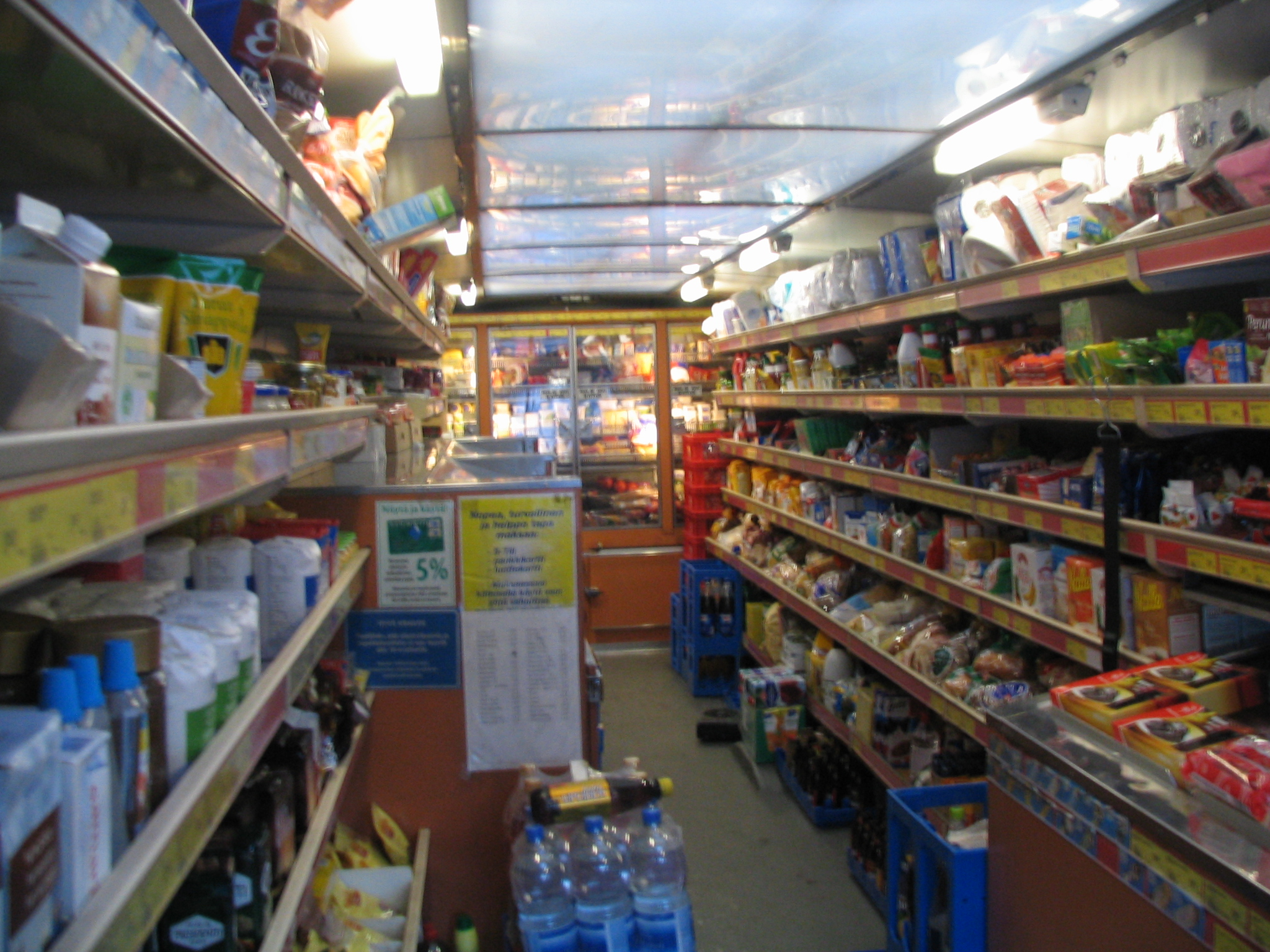
Varubuss från insidan.

Varubuss, i Finland kallad butiksbil, är en lastbil eller buss med butiksinredning där livsmedel och andra varor saluförs. Varubussen förekommer oftast i glesbygden och fungerar som rullande butik och samlingspunkt. I skärgården förekommer på några håll butiksbåtar med motsvarande funktion. I och med ökande privatbilism har varubussarna blivit sällsynta.